# لاسرتای ایرانی
سوسمار ایرانی، لاسرتای ایرانی، سوسمار ایرانی برندت یا لاسرتای ایرانی برندت (نام علمی: Iranolacerta brandtii) نام یک گونه از تیره لاسرتا است.